# Lindhorst (Colbitz)
Lindhorst ist ein Ortsteil der Gemeinde Colbitz in der Verbandsgemeinde Elbe-Heide im Landkreis Börde im Land Sachsen-Anhalt, Deutschland.

## Geographie

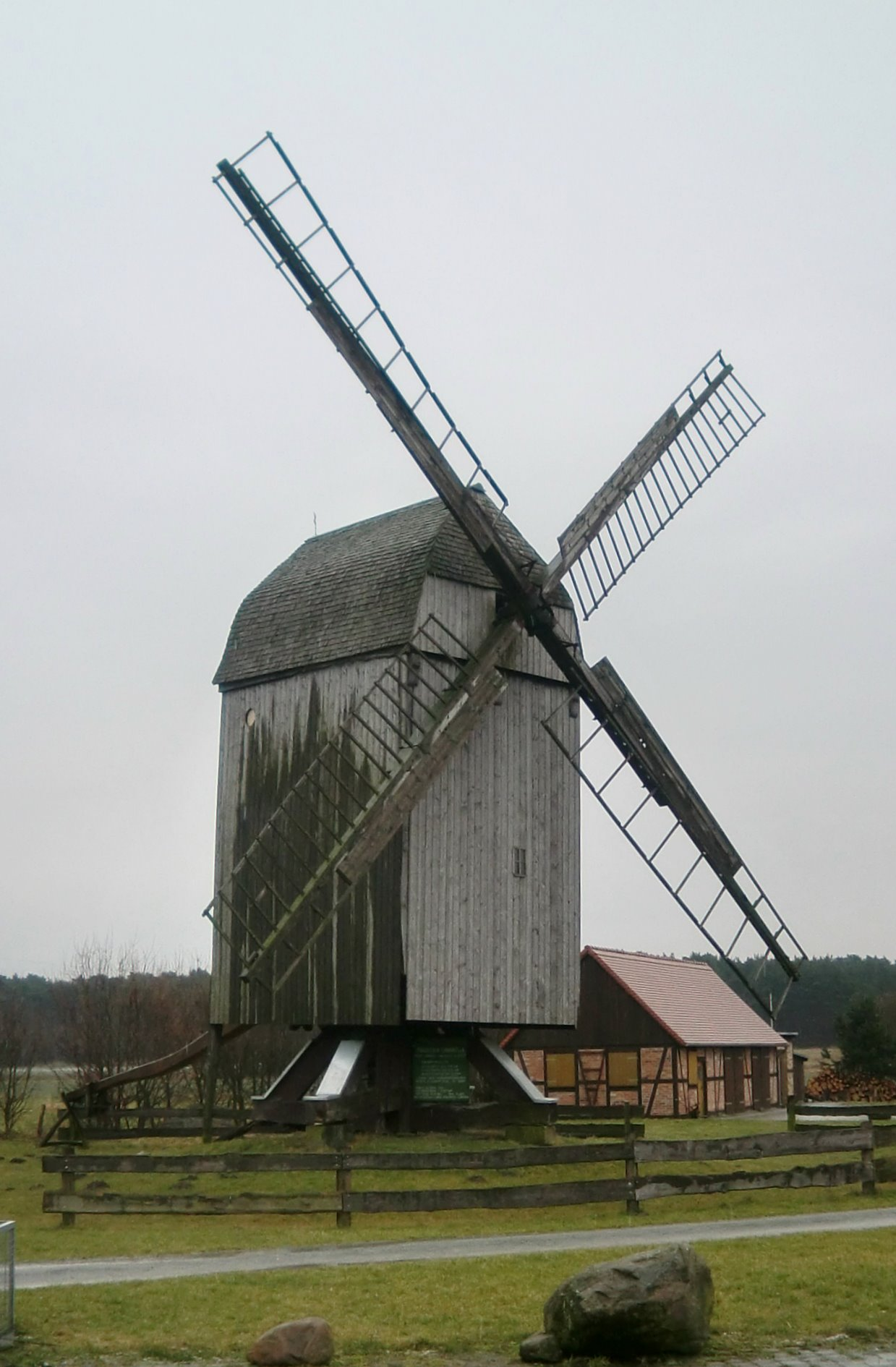
Bockwindmühle Colbitz/Lindhorst

### Geographische Lage
Lindhorst liegt am südöstlichen Ende der Colbitz-Letzlinger Heide.
Zu Lindhorst gehören die Naherholungssiedlungen Balzer Siedlung und Heidberg, sowie die in der Gemeinde Colbitz als Wohnplätze ausgewiesenen Jacobsheim, Chausseehaus und Schneiderdamm. Die Ortschaft liegt geologisch auf der Calvörder Scholle.

## Geschichte
- Nach heutigem Kenntnisstand ist Lindhorst 1384 erstmals urkundlich erwähnt. In besagter Urkunde, die auf den 29. November des genannten Jahres datiert ist, wird der Ort als ein erzbischöfliches Lehngut von Heinrich von Eikendorf an den Magdeburger Erzbischof zurückgegeben, „Damit er das Kloster Althaldensleben damit begäbe“. Lindhorst ist also mit Sicherheit älter als hier genannt.
- Überfall von Gebhard von Alvensleben am 25. April 1412, Gesamtschaden von 120 Schock und regelmäßigen Abgaben von der Ernte an den Hof
- im Dreißigjährigen Krieg 1618–1648 herrschte Lehrermangel, die Schüler mussten in Colbitz zur Schule gehen
- bis 1631 gab es am Schneiderdamm eine Wassermühle, wo auch noch bis ca. 1850 Torf abgebaut wurde
- 1686 hielt der Pfarrer von Colbitz alle sechs Wochen in Lindhorst das Abendmahl
- ab 1680 gehörte Lindhorst zu Preußen
- 9. September 1910: Eröffnung der über Lindhorst führenden Kleinbahn Wolmirstedt–Colbitz, die bis Ende 1965 befahren wurde
- Juni 1984: 600-Jahr-Feier
- November 2009: 625-Jahr-Feier

### Eingemeindungen
1950 wurde die Gemeinde Lindhorst durch die Zweite Verordnung zum Gesetz zur Änderung der Kreis- und Gemeindegrenzen vom 27. April 1950 zum 1. Juli 1950 (Gesetz- und Amtsblatt des Landes Sachsen-Anhalt Nr. 18, S. 274–280 vom 5. August 1950) mit der damaligen Gemeinde Colbitz zusammengeschlossen, der Name ist Colbitz. 
Bis 1994 war Lindhorst ein Ortsteil der Gemeinde Colbitz. 1994 wurde die Einführung der Ortschaftsverfassung nach § 86 Gemeindeordnung Sachsen-Anhalt in der Gemeinde Colbitz, verbunden mit der Festlegung einer Ortschaft Lindhorst in der Hauptsatzung der Gemeinde, beschlossen. Das bedeutete die Ortschaft Lindhorst war organisatorisch, aber nicht rechtlich selbständiger Teil der Gemeinde Colbitz. Ab dem 1. Januar 2010 ist die Ortschaftsverfassung ausgesetzt, da in der zum selben Datum neu gebildeten Verbandsgemeinde Elbe-Heide nach dem Verbandsgemeindegesetz Sachsen-Anhalt Mitgliedsgemeinden keine Ortschaften bilden dürfen.
Am 11. Januar 2009 fand eine Bürgerbefragung in der Gemeinde Colbitz über eine Ausgliederung der Ortschaft Lindhorst aus der Gemeinde Colbitz und eine Eingliederung als achte Mitgliedsgemeinde in die zukünftig bestehende Verbandsgemeinde Elbe-Heide statt. Die Abstimmung endete mit 666 Ja-Stimmen für diese Variante. Am 27. Januar erfolgte die Auswertung der Befragung durch den Colbitzer Gemeinderat. Entgegen dem Ergebnis der Anhörung der Bevölkerung beschloss der Gemeinderat den Bürgermeister nicht mit der Beantragung der Ausgliederung des Ortsteils Lindhorst zu beauftragen. Daraufhin fand im Februar und März ein Bürgerbegehren statt, mit dem der Gemeinderatsbeschluss gekippt werden konnte und das zu einem Bürgerentscheid führte. Dieser fand am 7. Juni 2009 parallel zu den Europaparlaments- und Gemeinderatswahlen statt, scheiterte aber an den übermäßig vielen Nein-Stimmen im Ortsteil Colbitz.

### Einwohnerentwicklung
- 1522: 16 Zinsbauern, 18 Pachthöfe
- 1564: 16 Familien
- 1584: 16 Familien
- 1684: 3 Ackerleute, 3 Halbspänner, 12 Kossaten, 4 Hauslinge
- 1785: 187 Einwohner (3 Ackerleute, 4 Halbspänner, 9 Kossaten, 4 Hauslinge, 3 Anbauer)
- 1820: 212 Einwohner in 30 Wohnhäusern
- 1842: 291 Einwohner in 52 Wohnhäusern
- 1864: 414 Einwohner
- 1901: 428 Einwohner
- 1919: 445 Einwohner
- 1984: 466 Einwohner (222 Männer und Jungen und 244 Frauen und Mädchen)
- 1990: ca. 450 Einwohner
- 31. Dezember 2006: 942 Einwohner (1350 mit durch Nebenwohnsitz gemeldeten Bürgern)

### Namensgebung
In Frage kommen der hier weit verbreitete Baum, die Linde, aber auch der Lindwurm (Drache), genau nachvollziehen lässt es sich aber nicht mehr.
„Horst“ deutet bei Siedlungen auf Anhöhe hin, so wie es bei dem ältesten Teil Lindhorsts der Fall ist.

## Politik

### Bürgermeister und Ortschaftsrat
Letzter Ortsbürgermeister war Ralf Ganzer, gewählt von einem achtköpfigen Ortschaftsrat. Sowohl Ortsbürgermeister als auch Ortschaftsrat entfallen seit dem 1. Januar 2010.

### Wappen
Das Wappen wurde am 28. März 1995 durch das Regierungspräsidium Magdeburg genehmigt. Als Grundlage diente das alte Dienstsiegel der einstigen Gemeinde Lindhorst von 1947. Das Wappen wurde vom Colbitzer Heraldiker Günt(h)er Gembalski gestaltet.
Blasonierung: „In Gold eine bewurzelte grüne Linde, eingefaßt von einem grünen Bord.“

## Kultur und Sehenswürdigkeiten
Die Bockwindmühle Lindhorst wurde restauriert und wird durch den Mühlenverein Lindhorst e. V. betrieben. Die neoromanische Sankt-Johannes-Kirche entstand 1861.

### Regelmäßige Veranstaltungen
- jährliches Sommerfest am letzten Wochenende der Sommerferien auf dem Gelände des Bürgerhauses

## Persönlichkeiten
- Philip Wiegratz (* 1993), Schauspieler